# 뇌조족

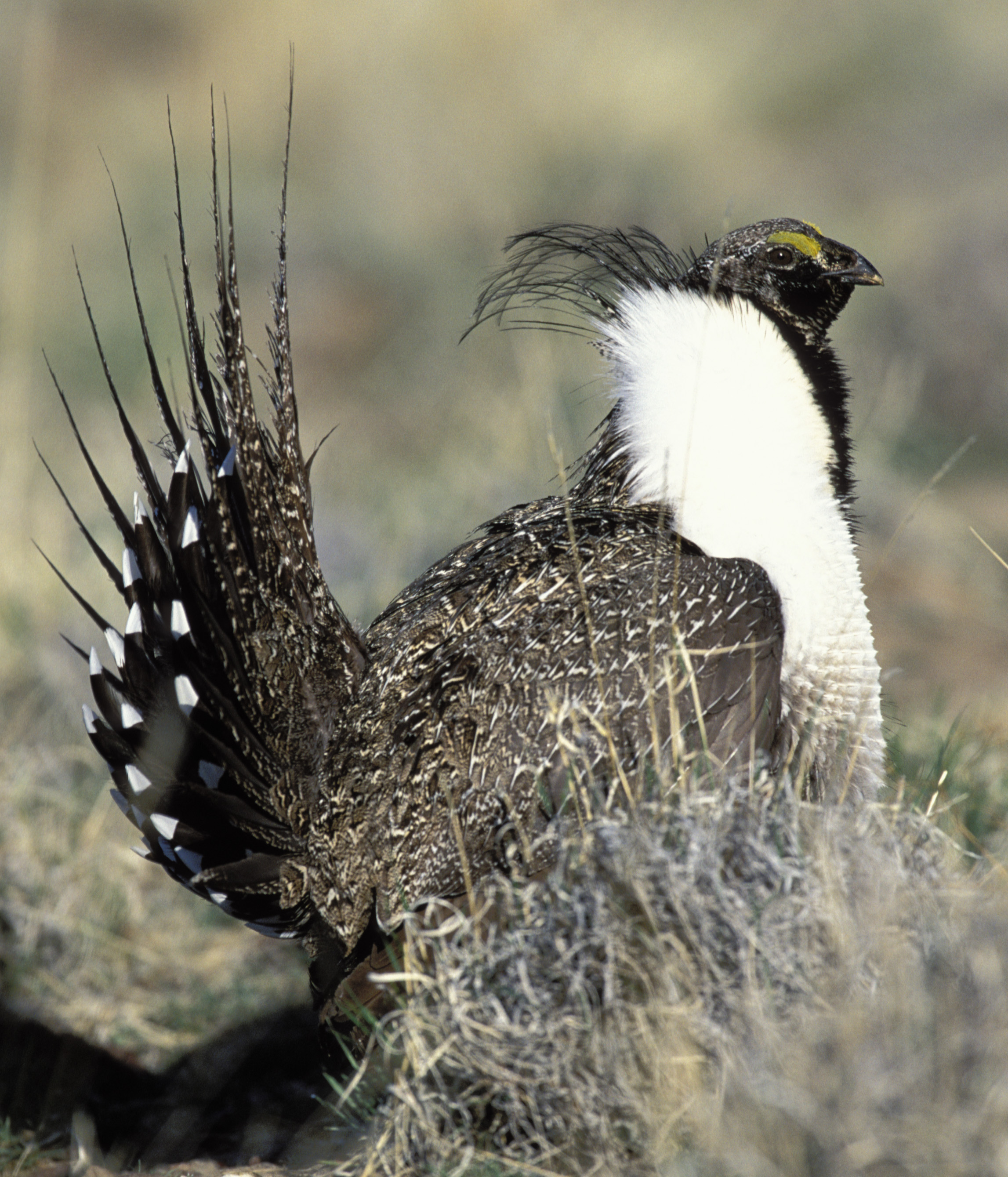

뇌조족(라틴어: Tetraonini)은 꿩과 꿩아과에 딸린 한 족이다. 이 족에 속하는 동물을 서양에서는 뇌조(영어: grouse 그라우스[ɡraʊs][*])라고 통칭하지만, 동양에서는 뇌조 뿐 아니라 들꿩, 멧닭 등의 향명이 있다. 
뇌조족 새들은 북반구의 온대 및 아한대 지역에 서식하며 소나무 숲에서 황무지 및 산허리까지, 83°N(그린란드 북부의 뇌조)에서 28°N(텍사스의 애트워터의 프레리치킨)까지 서식한다.